# All or Nothing
All or Nothing ist ein britisch-französisches Filmdrama aus dem Jahr 2002. Regie führte Mike Leigh, der auch das Drehbuch schrieb.

## Handlung
Der Taxifahrer Phil, seine Frau Penny, Kassiererin in einem Supermarkt, und die beiden extrem übergewichtigen Kinder Rory und Rachel leben in einer schäbigen Londoner Vorstadtsiedlung. Sie haben sich nichts mehr zu sagen. Beim gemeinsamen Abendessen versucht Phil, ein Gespräch zu beginnen, aber der aggressive, arbeitsscheue Sohn Rory sieht lieber fern, Penny würgt das Gespräch durch bissige Bemerkungen ab, und Tochter Rachel ist in ihrer schweigsamen inneren Isolation auch keine Hilfe.
Pennys alleinstehende Arbeitskollegin Maureen wohnt mit ihrer Tochter Donna ebenfalls in der Siedlung. Obwohl sie es mit ihrer unglücklich verliebten Tochter und deren Aggressivität nicht einfach hat, scheint sie doch mit ihrem Leben recht zufrieden zu sein. Mit ihren Freundinnen Penny und der vom Alkohol abhängigen Carol, Frau von Phils Arbeitskollegen Ron, geht sie am Samstag in den Pub und findet Spaß am Karaoke.
Donna wird von ihrem Freund Jason verprügelt und verlassen, als sie ihm ihre Schwangerschaft gesteht. Von ihrer Mutter bekommt sie in dieser Situation eine Unterstützung, die sie nicht erwartet hätte. Samantha, die Tochter von Carol und Ron, macht sich an Jason ran. In ihrer Einsamkeit hat sie nichts anderes im Sinn, als allen Männern den Kopf zu verdrehen.
Nach einer Fahrt mit einer Französin, mit der Phil ein Gespräch über das Leben und die Liebe führt, schaltet er den Taxi-Funk und sein Handy aus und fährt ans Meer. Er muss über sein Leben nachdenken. Sein Sohn erleidet einen Herzinfarkt, und verzweifelt versucht Penny, Phil zu erreichen. Als er schließlich im Krankenhaus eintrifft, macht sie ihm nur Vorwürfe.
Zuhause kommt es dann zum Streit. Phil wirft Penny vor, dass sie ihn nicht mehr liebe und dass er sich von ihr wie ein Stück Scheiße behandelt fühle. Jetzt sprechen sie seit langem zum ersten Mal wieder miteinander über ihre Gefühle. Es wird beiden klar, dass sie das Leben nur gemeinsam meistern können und wollen.
Am nächsten Tag sitzt die ganze Familie an Rorys Krankenbett. Sie reden miteinander und können sogar wieder lachen.

## Hintergrund
Der Film wurde in London und in Kent gedreht. Seine Produktionskosten betrugen schätzungsweise 9 Millionen US-Dollar. Die Weltpremiere fand am 17. Mai 2002 auf den Internationalen Filmfestspielen von Cannes statt. Am 9. September 2002 wurde der Film auf dem Toronto International Film Festival gezeigt, dem einige weitere Filmfestivals folgten. In den britischen Kinos spielte er ca. 586.000 Pfund ein.

## Kritiken
Desson Howe schrieb in der Washington Post vom 1. November 2002, der Film sei „ausgezeichnet strukturiert“ und zeige die Charaktere aus verschiedenen Blickwinkeln. Leigh habe eine weitere bemerkenswerte Arbeit kreiert, die zu seinen besten gehöre.
Peter Travers schrieb in der Zeitschrift Rolling Stone vom 31. Oktober 2002, der Regisseur, ein „unerbittlicher Poet der britischen Arbeiterklasse“, erschließe kein neues Gebiet. Er wisse jedoch, wie „tägliche Plackerei“ Liebe töten könne und biete „starken Stoff“.
Der film-dienst meinte, der Film biete „Schlaglichter auf das Leben einer Londoner Arbeiterfamilie“. Er überzeichne „seine Protagonisten lange Zeit fast bis zur Karikatur“, aber ihm gelinge es, derer „Leben im gesellschaftlichen Abseits überzeugend darzustellen und am Ende sogar einen Hoffnungsschimmer aufleuchten zu lassen“. Er sei eine „überzeugende Studie einer Klasse, die sich in ihrer Misere eingerichtet“ habe.

## Auszeichnungen
Mike Leigh wurde im Jahr 2002 für die Goldene Palme nominiert. Außerdem wurde er 2002 in zwei Kategorien für den Europäischen Filmpreis nominiert, die dritte Nominierung erhielt Timothy Spall, der 2002 auch für den British Independent Film Award nominiert wurde.
Mike Leigh als Drehbuchautor und der Film wurden im Jahr 2003 für den Golden Satellite Award nominiert. Lesley Manville und der Film erhielten 2003 den London Critics Circle Film Award. Der Film erhielt 2003 den Evening Standard British Film Award.